# Voerendaal
Voerendaal (phát âmⓘ) là một đô thị ở đông nam Hà Lan, ở tỉnh Limburg.

## Các trung tâm dân cư
Barrier, Colmont, Craubeek, Dolberg, Eyserheide, Fromberg, Heek, Hellebeuk, Klimmen, Koulen, Kunrade, Mingersberg, Opscheumer, Overheek, Ransdaal, Retersbeek, Termaar, Termoors, Ubachsberg, Voerendaal, Weustenrade, Winthagen.

## Lịch sử
Trong thời kỳ La Mã, Voerendaal được gọi là Furenthela. Người La Mã đã để lại những phế tích ở đây. Năm 1049, Giáo hoàng Leo IX đã cho xây giáo đường Sint Laurentiuskerk. Nhiều lâu đài được xây ở đây như Cortenbach, Haeren, Puth, Rivieren và Terworm.